# Bienes de dominio público (España)
Los bienes de dominio público, en el derecho español (también denominados bienes demaniales o, en conjunto, demanio), son aquellos de titularidad pública, afectados al uso general o al servicio público, y los expresamente declarados por la Constitución (art. 132.2 C.E. la zona marítimo-terrestre, las playas, el mar territorial y los recursos naturales de la zona económica y la plataforma continental) o una ley, así como siempre los inmuebles sede de servicios, o dependencias de los órganos constitucionales o de la administración pública de España. 
El régimen jurídico de estos bienes se inspira en los principios de las denominadas tres notas demaniales:
- inalienabilidad (el dominio público no se puede vender),
- imprescriptibilidad (no puede obtenerse su propiedad mediante la usucapión) ,
- inembargabilidad (no puede ser embargable).

Estas tres notas desaparecen con la técnica de la desafectación, por la que un bien de dominio público por afectación deja de ser de demanial para convertirse en un bien patrimonial (que, aun siendo de titularidad pública, se rige por la Ley del Patrimonio de las Administraciones Públicas y, supletoriamente, por el derecho privado, pudiendo ser enajenable, embargable, etc).
Los bienes de que disponen las administraciones, lo mismo que sus medios personales o de cualquier otro tipo, sirven a la satisfacción de los fines públicos que aquella tiene asignados. Su importancia determina que la Constitución Española les dedique un precepto, el artículo 132, en el que se alude tanto a los bienes de dominio público como a los bienes patrimoniales del Estado. Además, añade las categorías de bienes comunales y del Patrimonio Nacional.

## El uso del dominio público
Los artículos 75 del Reglamento de Bienes de las Entidades Locales (RBEL) y 85 de la Ley de Patrimonio de las Administraciones Públicas (LPAP) describen los usos posibles de los bienes del dominio público por los particulares:
1. uso común, que es el correspondiente por igual a todos los ciudadanos indistintamente, de modo que el uso de unos no impida el de los demás interesados. Este uso común puede tener dos modalidades:
  1. general, cuando no concurran circunstancias singulares, y
  2. especial, si concurriesen circunstancias de peligrosidad, intensidad del uso u otras semejantes.
2. uso privativo, que es el constituido por la ocupación de una porción del dominio público, de modo que limite o excluya la utilización por los demás interesados.
3. uso normal, que es el que fuere conforme con el destino principal del dominio público a que afecte.
4. uso anormal, si no fuere conforme con dicho destino.

### Uso común general
La utilización colectiva, o uso común, es la que tiene lugar por el público en general y, por tanto, indiscriminadamente, en forma anónima, sin necesidad de título alguno. Es el que puede ser ejercitado por cualquier administrado, sin que requiera una cualificación especial.
El uso público se sustenta, en principio, sobre un presupuesto de hecho: determinados bienes son susceptibles de esa utilización característica que realiza la colectividad en su conjunto, mediante el aprovechamiento indiscriminado de sus miembros, en la medida en que cada uno lo necesite. Esta exigencia constituye en algunos casos una consecuencia del modo de ser del propio bien: el mar litoral, la atmósfera. En otros, es producto de las necesarias obras de transformación de la realidad física, como ocurre en el caso de las carreteras o las vías urbanas. Pero, en todo caso, el bien de que se trate cubre una necesidad común, una necesidad sentida por todos los miembros de la colectividad.
Teniendo en cuenta estos dos requisitos, el Derecho Administrativo otorga a determinados bienes un destino o afectación: la del uso abierto a todos, uso público. En consecuencia, este es el tipo de uso que corresponde a las vías públicas terrestres (carreteras, calles, plazas, paseos), el mar territorial y sus riberas y, asimismo, a las riberas de los ríos y cursos de agua. Normalmente la actividad de los particulares se reducirá a una actividad de circulación o a una situación de breve estacionamiento.
El uso común general, o régimen normal de las utilizaciones colectivas, se rige por los principios de libertad, igualdad y gratuidad, principios que deben respetar los actos administrativos o disposiciones que se dicten sobre la utilización de estos bienes.

### Uso común especial
Los principios de libertad, gratuidad e igualdad característicos del uso común general no son siempre fáciles de garantizar, de ahí que en ocasiones deban ser restringidos, tal y como sucede en los supuestos de usos comunes especiales. El uso especial es también un uso común que, sin desnaturalizar ni impedir el uso general del dominio público por cualquiera, supone, sin embargo, que un interesado utiliza o aprovecha más que otros determinado bien de dominio público, como consecuencia de su especial relación o localización respecto al mismo.
La categoría del uso común especial incluye supuestos muy heterogéneos. Así, podemos hablar de un uso común especial por la especial intensidad en el uso del bien demanial, intensidad de uso que no debe alcanzar un nivel que impida el uso por parte de los demás. Para realizarlo, será precisa la autorización administrativa y, en ocasiones, se prevé asimismo el pago de una tasa en concepto de aprovechamiento especial.
Podemos citar, como ejemplos de este uso especial, ciertos usos o actividades comerciales que se realizan sobre la vía pública, como la venta ambulante o la colocación de sillas y tribunas con ocasión de fiestas, desfiles, etc. También los supuestos de uso especial derivados de la situación de colindancia o contigüidad con la vía pública como el cruce de aceras por los vehículos a fin de acceder a inmuebles próximos.
Este uso común especial se muestra especialmente en todo lo relativo a la circulación con automóvil. En este campo, el concepto de peligrosidad ha justificado la exigencia de una licencia o autorización especial de aptitud del propio sujeto del derecho (permiso de conducir), y otra de ausencia de defectos en los vehículos (permisos de circulación). Otros casos de usos comunes especiales se dan en la utilización colectiva de los museos cuando la visita se condiciona al pago de una tasa, en materia de pesca y caza (licencia), etc.

### Uso privativo
La utilización privativa sobre bienes primariamente afectados al uso general se caracteriza por ser una derogación al principio de igualdad en favor de un particular. El uso privativo debe ser entendido como el conjunto de facultades de goce que, sobre una dependencia demanial, posee un particular o una administración distinta de la propietaria del bien.
Así pues, de conformidad con lo dispuesto en los arts. 75. 2 RBEL y 85.3 LPAP, el uso privativo es el constituido por la ocupación de una porción del dominio público, de modo que limite o excluya la utilización por los demás interesados. Así ocurre, por ejemplo, cuando, en una calle o plaza pública, se autoriza la instalación de un quiosco o bien se permite que el dueño de un bar sitúe unas mesas y sillas en la calle.
En la medida que en estos supuestos se contraría la finalidad primaria de la dependencia demanial que es el uso general, esas utilizaciones privativas constituyen un uso anormal del dominio público. Si, a pesar de todo, se admiten, es porque la contradicción no es grave, en cuanto sólo recae sobre una parte de la dependencia demanial, y por ello el fin general a que el bien en cuestión está afectado puede seguir cumpliéndose. En consecuencia, no ha de perderse de vista el interés general implicado en la afectación del dominio público al uso público, al que el uso privativo ha de quedar en todo caso subordinado. Además, aunque se trate de una actividad o aprovechamiento privado, ha de cumplir asimismo una finalidad de utilidad social o de interés general, cuya exigencia ha de controlar la administración.
En todo caso, el uso privativo de un bien demanial debe tener un carácter accesorio o secundario, marginal, respecto de la afectación pública del bien al uso público; en caso contrario, el uso privativo significaría un cambio ilegítimo de afectación del bien demanial, tal y como sucedería en el caso de autorizar la colocación de sillas y mesas de bares en la vía pública de modo que se imposibilitara la circulación tanto peatonal como rodada.
Derivado de todo lo anterior, es fácil suponer que los principios de gratuidad y libertad propios del uso común general no se aplican a las utilizaciones privativas. Por el contrario, la utilización privativa, tanto anormal como normal, justifica el pago de una tasa. Asimismo, la necesidad de controlar la compatibilidad del uso privativo con el uso general, al que el bien está primordialmente afectado, explica que el derecho al uso privativo sólo pueda nacer de un acto expreso y constitutivo de la administración, a través del cual ésta valore la oportunidad y conveniencia de su otorgamiento.
Las utilizaciones privativas son diversas, según que necesiten o no la realización de una obra que suponga la transformación física de la dependencia demanial. En el primer caso, hablaremos de ocupación, en el segundo simplemente de estacionamientos. En cuanto al régimen de los simples estacionamientos, que constituyen, como se ha dicho, una ocupación privativa del dominio público en favor de un particular, pero que no comportan la realización de ninguna obra de importancia que origine una alteración física del bien (sillas y mesas de cafeterías en vía pública, carpas de los circos, etc.), requieren una autorización o licencia administrativa para su ejercicio y la administración dispone de importantes facultades en lo que concierne a su otorgamiento (discrecionalidad) y renovación (precariedad), y en la fijación de las condiciones que pueden modalizar sus contenidos, todo ello en atención a garantizar los intereses generales de la conservación y circulación sobre las dependencias demaniales.
A diferencia de los estacionamientos, las ocupaciones comportan una utilización privativa anormal, no impeditiva del uso general, pero que requiere una transformación, una obra definitiva y, por ello, deben estar amparadas en un título más solemne y eficaz: la concesión (arts. 86.3 y 93 y ss. LPAP y 78 y ss. RBEL). Ejemplos de ocupaciones permanentes son los quioscos sobre las vías públicas, los clubes náuticos en la zona marítimo-terrestre, etc.
El procedimiento para otorgar concesiones demaniales es de naturaleza análoga al procedimiento de selección de contratistas y responde a la necesidad de asegurar el principio de igualdad de oportunidades y la elección del proyecto más idóneo o conveniente a los intereses generales.

### Utilizaciones privativas conforme con la afectación
Frente a los supuestos vistos con anterioridad en que la afectación principal es el uso público, determinadas dependencias demaniales se constituyen precisamente con la finalidad de facilitar un uso y disfrute por los particulares de forma exclusiva, tal y como ocurre, entre otros casos, con las sepulturas de los cementerios y las tiendas en los mercados públicos. También constituyen usos privativos normales los que se derivan de la explotación de los bienes que se califican de dominio público por estar afectados a la riqueza nacional, como son las minas y los yacimientos de hidrocarburos.

## El dominio público en carreteras
La ley española (Ley de carreteras) define como zona de dominio público los terrenos ocupados por las carreteras y sus elementos funcionales y una franja de terreno de ocho metros en Autopistas y Autovías y de tres metros en el resto de carreteras a cada lado de la vía, medidos en horizontal y perpendicular al eje de la calzada desde la arista exterior de la explanación, es decir la intersección del talud, desmonte o muro de sostenimiento con el terreno natural.
En esta zona no puede realizarse ningún tipo de obra o instalaciones, salvo que la prestación de un servicio público de interés general así lo exija, previa autorización de la autoridad competente de la vía.